# 함천대군
함천대군(咸川大君)은 조선 익조의 다섯째 아들로, 이름은 이원(李源)이다. 1872년 12월 3일 고종에 의해 대군으로 추봉되었다.

## 가족 관계

### 선조
- 조부 : 조선 추존왕 목조대왕(穆祖大王, ? ~ 1274년)
- 조모 : 효공왕후 평창 이씨(孝恭王后 平昌李氏, ? ~ ?)
  - 아버지 : 조선 추존왕 익조대왕(翼祖大王, ? ~ ?)
- 외조부 : 호장 최기열(戶長 崔基烈, ? ~ ?)
- 외조모 : 미상
  - 어머니 : 정숙왕후 등주 최씨 (貞淑王后 登州崔氏, ? ~ ?)
    - 이복형 : 함녕대군 이안 또는 이규수(咸寧大君 李安 또는 李嬀水, ? ~ ?)
    - 이복형 : 함창대군 이장 또는 이복(咸昌大君 李長 또는 李福, ? ~ ?)
    - 형 : 함원대군 이송 (咸原大君 李松, ? ~ ?)
    - 형 : 조선 추존왕 도조대왕 (度祖大王, ? ~ 1342년)
    - 동생 : 함릉대군 이고태 (咸陵大君 李古泰, ? ~ ?)
    - 동생 : 함양대군 이전 (咸陽大君 李腆, ? ~ ?)
    - 동생 : 함성대군 이응거 (咸城大君 李應巨, ? ~ ?)
    - 동생 : 안의공주 (安懿公主, ? ~ ?)

### 부인과 후손
- 부인 : 부부인 (府夫人, ? ~ ?)
  - 장남 : 길성군 이수(吉城君 李守, ? ~ ?)